# Crocidolomia
Crocidolomia é um gênero de mariposa pertencente à família Crambidae.